# Autres romans et nouvelles sur James Bond
 (avril 2014).
Cet article traite des romans et nouvelles officiels qui mettent en scène un personnage de la série James Bond. Ces ouvrages ont été approuvés par Ian Fleming Publications (Glidrose) mais sont néanmoins « indépendants ». Ce sont les livres Des villes pour James Bond, 003½: Les Aventures de James Bond Junior, James Bond: The Authorised Biography Of 007 et la série The Moneypenny Diaries. 

Pour les romans et nouvelles non officiels de James Bond : 

## Des villes pour James Bond
Des villes pour James Bond (Thrilling Cities) est un récit de voyage écrit par Ian Fleming en 1963 pour  The Sunday Times. Seul le titre de l'édition française évoque de James Bond ; on ne retrouvera pas le personnage dans le récit. L'auteur décrit les treize villes qu'il visita lors de deux voyages en 1959 et 1960. Il s'agit des villes de Hong Kong, Macao, Tokyo, Honolulu, Los Angeles, Las Vegas, Chicago, New York, Hambourg, Berlin, Vienne, Genève, Naples et Monte-Carlo. Ce récit n'est en fait qu'un compte rendu très personnel des visites de Fleming, de ses expériences et de ses impressions. Chaque chapitre se termine par ce que Fleming a appelé "Incidental Intelligence", traitant des hôtels, des restaurants, de la nourriture et de la vie nocturne de chacune des villes visitées.  La partie consacrée à New York, très critique, risquant de déplaire aux lecteurs américains, Ian Fleming compensa ce déplaisir potentiel par une courte nouvelle mettant en scène James Bond, exclusivement à leur destination, et donc seulement intégrée dans l'édition américaine du récit : 007 in New York.

## 003½: Les Aventures de James Bond Junior
003½ : Les Aventures de James Bond Junior (en) (The Adventures of James Bond Junior 003½) est un roman spin-off de James Bond datant de 1967. Glidrose Productions détenant les droits d'auteur, il a d'abord été publié au Royaume-Uni par la société Jonathan Cape puis aux États-Unis en 1968 par Random House. Le roman a été écrit sous le pseudonyme de R.D. Mascott. Le nom réel de l'auteur n'a toujours pas été révélé par les propriétaires actuels, Ian Fleming Publications (aka Glidrose) ou Eon Productions (Danjaq), qui détiennent les droits d'écran du roman. Plusieurs personnes ont essayé de trouver l’identité de l'auteur, le site 007 Forever a notamment mené une longue enquête en considérant plusieurs auteurs comme Roald Dahl, William Plomer, Alan Ross, etc… avant de conclure que R. D. Mascott serait le pseudonyme de Arthur Calder-Marshall. Il faut attendre 2020 pour que l’identité de R. D. Mascott soit confirmée comme celle de Calder-Marshall par Mark Edlitz qui résout le mystère dans son livre The Lost Adventures of James Bond: Timothy Dalton’s Third and Fourth Bond Films, James Bond Jr., and Other Unmade or Forgotten 007 Projects dans lequel la fille de Calder-Marshall (Anna) confirme que le livre fut écrit par son père.
Le héros de ce roman est présenté comme le neveu de James Bond. 
En 1966, Harry Saltzman avait annoncé le lancement d'une série télévisée dont le héros, un enfant de dix ans, devait se battre contre le SPECTRE, mais celle-ci n'a jamais vu le jour.
003½ : Les Aventures de James Bond Junior est considéré comme une tentative ratée de lancer une collection jeunesse destinée à un public de 8 à 14 ans. En 1991, Eon Productions a produit une série télévisée intitulée James Bond Junior, et qui malgré un succès mitigé[réf. souhaitée], a donné naissance à de nombreuses nouvelles, un jeu vidéo et des bandes dessinées. Ian Fleming Publication a lancé en 2005 une nouvelle série de romans intitulée La Jeunesse de James Bond, débutée par Charlie Higson et qui a connu un réel succès.

## James Bond: The Authorised Biography of 007
James Bond: The Authorized Biography of 007 (en) est une biographie fictive de James Bond écrite par John Pearson et publiée en 1973. Il devait s'agir au départ d'une parodie, cependant Glidrose donna l'autorisation de publication. L'histoire est racontée par le narrateur, Pearson lui-même, celui-ci découvre que le personnage de James Bond créé par Ian Fleming existe réellement et écrit sa biographie de sa naissance au présent. Le "vrai" James Bond est celui qui a inspiré et vécu les romans, il existe quelques petites différences entre le "vrai" et le "fictif" de Fleming notamment sur des exagérations de ce dernier concernant les cigarettes, son respect pour M… Le roman contient beaucoup de contradictions avec La Jeunesse de James Bond. L'auteur décrit aussi les moments qu'il a passés avec 007 au présent et inclut Fleming comme personnage.

### Résumé
Lors d'un voyage en avion, John Pearson se remémore les circonstances qui l'ont amené là. Quelques années après avoir publié The Life of Ian Fleming, la biographie de Ian Fleming, celui-ci a reçu une lettre de Miss Künzler, une proche de Fleming, racontant qu'elle aurait passé des vacances à Kitzbühel en 1938 avec ce dernier et un certain James Bond, qu'il aurait connu à Eton College. Pearson mène son enquête et appelle Eton qui lui répond bien avoir reçu un certain James Bond de 1933 à 1936 mais que les dossiers restent peu complets. Continuant son investigation, Pearson écrit à ses camarades de classe, l'un d'eux lui indique qu'il était athlétique et qu'il semblait avoir subi de grosses pertes. Avant de mourir, Miss Künzler envoie même une photo d'eux à Kitzbühel. M. Hopkins, un agent du gouvernement, menace l'auteur lors d'un déjeuner et lui demande de stopper son enquête. M. Urquhart le contacte à son tour pour un déjeuner et lui apprend que Bond serait vivant mais mal en point et lui propose d'écrire sa biographie. Selon le neurologue du service, James Molony, Bond devrait se détourner de ses problèmes par le travail, c'est ainsi qu'Urquhart convint M d'autoriser le projet de biographie.
L'avion atterrit aux Bermudes et Pearson rencontre enfin James Bond accompagné d'un certain Sir William "Bill", 007 aurait alors 52 ans. Le lendemain matin, le narrateur rencontre Bond pour commencer sa biographie. Bond lui raconte qu'il est né le 11 novembre 1920 à Wattenscheid (Allemagne), d'un père écossais (Andrew Bond) et d'une mère suisse (Monique Delacroix), dont le mariage n'était pas toujours rose. Il a un frère plus âgé, Henry. Plus tard la famille déménage en Égypte, France, Russie, Angleterre, principalement pour le travail de son père (ingénieur chez Metropolitan-Vickers). Lorsque les parents de Bond trouvent la mort dans un accident d'alpinisme dans les Alpes suisses, Henry et James sont recueillis par leur tante, Charmian. Par la suite, les deux frères sont acceptés à Eton ; à l'inverse de Henry, James n'apprécie pas l'endroit. Il se fait cependant un ami français, Burglar Brinton, puis rencontre le père de celui-ci grâce auquel il fume ses premières cigarettes, joue au casino, conduit une voiture… Un jour alors qu'il était parti en douce de Eton pour rejoindre la fille qu'il aimait, il est "surpris" par un "surveillant", c'était son frère Henry qui l'avait dénoncé. Il est exclu de l'établissement. Il intègre ensuite Fettes comme son père, puis une université de Genève et en profite pour apprendre à skier. Pour Pâques il repart à Paris avec Burglar et son père, où il a sa première relation sexuelle, avec une femme de joie, qui le détrousse ensuite. Après s’être plaint du vol à la gérante de la maison close, Marthe de Brandt, il se lie amoureusement avec elle et passe les quelques mois suivants chez celle-ci. Elle lui offre une Bentley 4,5 litre avec compresseur Villiers.
Grâce aux Brinton, Bond est amené à rencontrer un certain Maddox, un membre du service secret britannique. Celui-ci pense que Marthe est responsable d'une fuite de document secret, qu'elle trahit donc la France et l'Angleterre pour l'Allemagne et qu'elle doit mourir pour éviter que cela se reproduise (en réalité ce n'est pas le cas, ils l'apprendront plus tard). Bond propose de s'en charger lui-même et la tue en s'écrasant dans le décor avec elle en voiture, ce à quoi il doit sa cicatrice sur la joue. Cette affaire est le ticket d'entrée au service secret pour James Bond grâce à Maddox. Pour sa première affectation, on lui apprend à tricher aux cartes, afin de battre ou de démasquer la technique d'une bande de Roumains qui gagnent sans-cesse dans un casino de Monte-Carlo ; il a alors près de 17 ans et rencontre René Mathis pour la première fois.
La mission étant un succès, il est assigné à la station P (Paris), puis retourne à Genève. Il voyage dans toute l'Europe comme contact. C'est à Berlin que James Bond tue un homme pour la « première » fois (en dehors de Marthe). Il s'ensuit d'autres missions avant que Bond ne prenne un congé à Kitzbühel à cause de son moral en chute, c'est là qu'il rencontre Miss Künzler et Ian Fleming (qu'il avait déjà rencontré enfant en Russie), mais également Oberhauser qui lui redonne en partie goût à la vie. En 1939 alors que l'armée allemande se prépare à envahir la Pologne, Bond est envoyé à Londres : le grand immeuble de Regent's Park (siège des services secrets) le réclame.
Dans le présent, Pearson est présenté à Honeychile Ryder par Bond alors qu'elle vient lui rendre visite. Lors de la guerre, personne dans les services ne semble être intéressé par Bond si bien qu'il se sent inutile, mais Fleming au contraire le promeut lieutenant dans la Royal Navy avec détachement immédiat à la D.N.I., un lien se crée entre eux deux. Lors d'une mission imaginée par Fleming, Bond est largué en territoire ennemi, seul, dans le but d'espionner les mouvements d'une flotte allemande. Les choses ne se passent cependant pas comme prévu et il doit s'enfuir après que l'ennemi a intercepté son message radio. À son retour il est assigné à du travail de bureau. Il passe 14 mois dans la marine en tant que lieutenant, notamment sur le HMS Sabre. Bond revoit Fleming qui le convainc d'accepter un boulot pour le D.N.I.. Après un temps d'entraînement, Bond est envoyé à New York pour tuer un Japonais, ce qu'il fait avec un fusil de précision. En 1942, il participe à plusieurs opérations sur le terrain (destruction d'une raffinerie, libération de prisonnier…) et est promu Lieutenant-Commander. En 1943, il est envoyé en Suède par Fleming pour assassiner un traître. En 1944, il est dans les Ardennes, toujours grâce à Fleming, où il a pour mission de localiser une cache prévue pour la résistance allemande en cas de défaite. La mission est un succès.
En février 1946, Bond demande à rejoindre le service secret, et quelques jours plus tard il rencontre Sir Miles Messervy, connu sous le nom de M. Il est assigné à l'Office of Strategic Services, à Washington, où il rencontre William Joseph Donovan et Alan Dulles. Alors que Bond refuse les avances de la femme d'un politique, celle-ci essaye de faire peur à Bond en pilotant son avion dangereusement. Hélas celui-ci se cracha ; Bond parvient à y survivre, mais pas la femme. Il se fait descendre en flamme par des collègues qui ne l'apprécient pas et est renvoyé à Londres. Bond n'ayant pas le soutien de M, il devait quitter le service, cela aurait été mieux pour tout le monde. Quelques mois après son renvoi, Bond revoit Maddox par hasard, celui-ci lui propose de travailler pour lui en tant que "conseiller" dans un syndicat de banque, il s'approche alors de la trentaine. Bond tombe amoureux de la femme de Maddox et flirte de plus en plus avec elle. Alors qu'il est envoyé en Afrique pour assassiner un membre du FNL, il se rend compte que la mission est un traquenard de Maddox pour se débarrasser de lui. Il passe ensuite plusieurs mois sur le continent africain où il rencontre Milton Krest, puis reste quelque temps avec la femme de celui-ci. Une fois de plus par hasard, Bond revoit Fleming aux Seychelles avant qu'il ne lui propose de revenir avec lui à Londres et de réintégrer les services secrets.
Ian Fleming écrit un article sur ce que serait un agent secret idéal. Lorsque M se demande si son existence est possible, Fleming affirme qu'il en a connu un : James Bond. Deux jours plus tard, la secrétaire de M, Miss Moneypenny, appelle Bond pour lui dire que son patron aimerait déjeuner avec lui au Blades. Le lecteur apprend que M est veuf et aime la pêche. Lors du déjeuner M évoque le SMERSH et une nouvelle section qu'il a créée pour faire face à celui-ci, la section 00. Il propose à Bond d'en faire partie, et après réflexion celui-ci accepte. Il doit alors gagner sa place en s'entraînant durant une formation intense de trois mois. Comme arme personnelle, il choisit un Beretta .32 et fait la connaissance de Bill Tanner (dont on apprend qu'il a été blessé par une bombe). Il achète un appartement à Londres et embauche une gouvernante, May McGrath. Les tests de Bond sont satisfaisants et il se voit attribuer le matricule 007 par M avant d'être envoyé sur le terrain. 
Sa première mission dans le département 00 se déroule en Jamaïque où il doit enquêter sur un membre du service, Gutteridge, à propos de ses derniers rapports au contenu plutôt "étrange" étant donné qu'ils mentionnent une certaine "Déesse Kull". 007 doit tuer un homme dénommé Gomez qui tentait de contrôler les Caraïbes en utilisant notamment cette légende occulte pour inspirer la peur et arriver à ses fins.
En 1951, Bond est envoyé en Grèce pour couler un bateau rempli d'armes appartenant à un trafiquant, Demetrios. Bond passe ses prochaines vacances avec sa tante Charmian, avant qu'elles ne soient écourtées par un appel du service le demandant pour l'affaire décrite dans Casino Royal[pas clair]. Bond passe son congé d'après-mission avec Regine et ses enfants, la femme de Maddox, celui-ci étant décédé. Après avoir subi de longues séances de chirurgie pour sa main, Bond est mis sur la mission relatée dans Vivre et laisser mourir en novembre.
En 1952, Bond manque d'être radié du service. Sa cicatrice est encore voyante sur sa main et l'homme qui l'avait provoquée après avoir tué Le Chiffre est identifié comme un certain Oborin. Cette même année, Bond entretient des relations avec trois femmes mariées en même temps et sa photo est mystérieusement publiée dans un journal qui le relie à l'affaire Demetrios. Une nouvelle mission est donnée à 007, le Colonel Botkin du K.G.B. aimerait passer à l'Ouest mais il demande James Bond en personne ; tout laisse penser qu'il s'agit d'un traquenard d' Oborin pour rattraper son erreur mais Bond accepte cette affectation. Sur place il se fait capturer par Oborin mais celui-ci lui rend son arme pour un duel contre lui à l'intérieur d'une épave, Bond gagne. À Milan, il échappe à l'explosion d'une bombe cachée sous son lit en ayant passé la nuit dans la chambre d'une jeune femme, il reçoit ensuite un courrier piégé avant de se faire canarder sur la route. M, au vu de la vendetta menée contre lui, décide de le suspendre.
Fleming entre à nouveau en contact avec Bond, et tous deux rencontrent M. L'idée de M et de Fleming pour débarrasser Bond du SMERSH est de le faire passer pour un personnage de fiction ; c'est ainsi qu'est né le premier roman de James Bond, publié en 1953. Cela fonctionne, SMERSH annule son contrat sur 007 et celui-ci réintègre ses fonctions courantes. Fleming commence à écrire un autre roman de sa série sur l'agent secret. Pendant l'année 1954, Bond s'entraîne dur et effectue plusieurs missions. Dans l'une d'entre elles il aide 002 tandis que dans une autre il récupère, avec l'aide de Mathis, de l'Uranium volé. Fleming propose alors d'écrire un roman de fiction tellement farfelu qu'il pourrait convaincre SMERSH que le héros de sa série est véritablement fictif, c'est ainsi que naît Moonraker, un roman totalement fictif.
En 1955, Bond est envoyé en mission où il rencontre Tiffany Case. Il l'aime tellement qu'ils projettent de se marier, aussi il la ramène chez lui à Londres. Lorsque May revient de vacances, la guerre se déclare entre les deux femmes, ce qui, des semaines durant, déprime les trois protagonistes. Alors qu'il est en mission pour s'assurer qu'un homme politique homosexuel n'est pas pris par un scandale, Tiffany entretient une liaison avec un autre homme. Bond n'avait pas été "cocu" depuis l'âge de douze ans, finalement elle part en lui laissant une lettre d'adieu. En colère, il parvient à la contacter mais finalement ils se quittent aimablement avant qu'elle ne reparte aux États-Unis avec son amant.
À la fin de cette même année, il est envoyé sur l'affaire de Bons Baisers de Russie et en ressort épuisé, abattu. Le neurologue du service, Molony, l'aide à retrouver sa forme et, juste après avoir dû remplacer son Beretta pour le Walther PPK, il est envoyé sur la mission avec le Docteur No. C' est en Hongrie qu'il fut envoyé ensuite, pendant l'insurrection de Budapest, il doit alors retrouver 009 porté disparu avec des informations sensibles. Il est cependant capturé par un certain Heinkel, enfermé avec un gorille mais parvint à s'échapper avec la compagne de feu 009, les infos avaient été apprises par cœur par celle-ci.
Il y eut ensuite l'affaire Goldfinger, à la suite de laquelle Bond acheta et customisa une Bentley R-Type Continental, puis vinrent les assignements relatés dans Bons baisers de Paris, Opération Tonnerre où il fut pour la première fois confronté au SPECTRE et l'ombre de son dirigeant Ernst Stavro Blofeld. Comme à son habitude, M ne le félicita pas à son retour. En 1960 le service est en proie à des coupes budgétaires et Loelia Ponsonby, la secrétaire de Bond, part se marier et quitte son emploi. Le président John Fitzgerald Kennedy cite Bons Baisers de Russie comme l'un de ses romans préférés.  Vint après l'affaire L'espion qui m'aimait, cependant Vivienne Michel eu par la suite des ambitions littéraires et c'est elle qui écrivit le roman (Fleming apparut tout de même en coauteur), Bond n'a réellement pas apprécié l'idée et le résultat. L'état de M semble empirer, et celui-ci est de plus en plus de mauvaise humeur et déprimé, Bond et Tanner décident d'enquêter discrètement et découvrent que M est victime de chantage. Ils s'introduisent chez le maître-chanteur, Del Lungo, et récupèrent l'objet du chantage, des photos de M prises sur une plage nudiste.
En septembre 1961 commencent les événements de Au service secret de Sa Majesté pendant lesquels il se maria avec Teresa "Tracy" di Vicenzo avant qu'elle ne se fasse assassiner par Blofeld et Irma Bunt quelques heures plus tard. Bond s'en veut vraiment pour la mort de Tracy et il échoue dans ses affectations de 1962. C'est alors qu'il est envoyé sur la mission de On ne vit que deux fois à la suite de laquelle il perdit la mémoire et eut un enfant avec Kissy Suzuki nommé James Suzuki. Ce fut ensuite L'Homme au pistolet d'or et Octopussy, le début des films de James Bond avec James Bond 007 contre Dr No (Casino Royale 1954 n'est pas évoqué), puis la mort de Fleming.
Dans le présent, James Bond envoie sa démission au service et prévoit de se marier avec Honeychile dans les quelques jours à venir. Bill Tanner, Molony et le professeur Godwin viennent aux Bermudes et demandent Bond avant son mariage ; le pays et la Reine ont encore besoin de lui. Irma Bunt serait bien vivante et mènerait des expériences génétiques sur des animaux entrainant leur mutation en Australie. Bond refuse de revenir. Au départ de l'avion de Bill Tanner, Bond se rend à l'aéroport et embarque finalement avec lui pour une nouvelle mission en promettant à Honey et à Pearson de revenir bientôt.
Personnages principaux
- James Bond
- John Pearson
- Ian Fleming
- M
- Bill Tanner
- Rene Mathis
- Honeychile Ryder Schultz
- Tiffany Case
- Maddox
- James Molony
- William Stephenson
- Marthe de Brande
- May McGrath
- Vlacek
- Demetrios

## The Moneypenny Diaries
The Moneypenny Diaries est une série de romans et de nouvelles non traduits en français écrits entre 2005 et 2008 par Samantha Weinberg, sous le pseudonyme de Kate Westbrook. Ils relatent la vie de Miss Moneypenny, la secrétaire personnelle de M dans les romans et films de James Bond. Ils sont considérés comme un spin-off des livres dont l'action se déroule entre plusieurs des aventures de 007. La série était prévue pour être une trilogie, mais en 2006, Weinberg a également publié deux nouvelles : For Your Eyes Only, James... et Moneypenny's First Date With Bond, toutes deux publiés dans des magazines britanniques.
Dix ans après la mort de sa tante Moneypenny, Kate Westbrook hérite d'un legs extraordinaire : les journaux intimes de Miss Moneypenny qui démontrent que, contrairement à la croyance populaire, cette dernière ne s'est pas cantonnée au rôle de spectatrice tandis que James Bond était dans l'action et que, comme dans The Authorised Biography Of 007, Moneypenny et ses collègues auraient inspiré les personnages des romans de Fleming. Pour Miss Moneypenny, le mystère s'étend jusqu'à son enfance en Afrique, lorsque son père disparait inexplicablement durant la Seconde Guerre mondiale. Elle n'est encore qu'une jeune londonienne dans les années 1960 qui tombe sans le savoir sur la piste de son père. Dans la position qui est la sienne au sein des services secrets britanniques, il n'y a aucun fichier auquel elle ne peut accéder et aucun document qu'elle ne peut lire. Toutefois, Miss Moneypenny doit décider si cela vaut la peine de tout risquer, son travail, sa sécurité et même la sécurité internationale pour la possibilité de retrouver son père vivant. Elle devra aussi retrouver une taupe opérant au sein du MI6.
On y apprend le prénom de Moneypenny : Jane Vivien Moneypenny, prénom qui ne fut pas repris dans le 23e film de la saga (Skyfall), remplacé par celui de Eve.

### Romans

#### Guardian Angel
Histoire :
Ce livre est traité comme s'il s'agissait vraiment d'une collection de journaux de Moneypenny. Sa nièce, Kate Westbrook, en a hérité après la mort de sa tante. Le livre comporte des sections avec des commentaires de Kate, suivies des "vrais" écrits manuscrits de Moneypenny.
Les extraits sont tirés de l'année 1962. Une grande partie de l'intrigue traite de Cuba. Elle prend part à des réunions dans lesquels sont évoqués le « débarquement de la baie des Cochons », l'« opération Mongoose », opérations des États-Unis pour tenter de déstabiliser le gouvernement communiste de Fidel Castro. Jane Moneypenny écrit ses journaux à la suite d'une promesse faite à son père, cependant ce type d'écrit étant interdit au sein du service secret britannique, elle les garde cachés.
Les choses deviennent problématiques lorsque Richard Hamilton, son nouveau « petit ami », commence à adopter un comportement suspect et qu'un autre homme, du nom de David Zach, commence à faire pression sur elle : elle lui révèle ce qu'elle sait sur la position du Service concernant Berlin et en échange, il lui donne des informations sur son père disparu pendant une mission au cours de la Seconde Guerre mondiale. Après hésitation, Moneypenny raconte à Bill Tanner, chef d'état-major de M, ce qu'il se passe. Ce dernier lui dit de continuer comme si de rien n'était pour tenter de découvrir le fin mot de l'histoire.
Pendant ce temps, James Bond a récemment perdu Tracy et son état psychologique ne fait qu'empirer de jour en jour (Voir Au service secret de Sa Majesté). En fin de compte, celui-ci est capturé lors d'une mission à Cuba. Moneypenny, après avoir rencontré le président Kennedy et discuté de ce que 007 a découvert (Opération Anadyr et une taupe possible au sein des américains), se rend sur l'archipel sans autorisation pour offrir un émetteur-récepteur à l'agent secret, et le sauve finalement alors qu'il semblait voué à la mort. M est impressionné par Moneypenny. Elle part ensuite pour une autre mission à Cuba avec Bond afin de récupérer l'émetteur-récepteur et d'obtenir des preuves photographiques d'installation de rampes pour missiles nucléaires. L'opération est un succès. S'ensuivent les événements de ce qui a été surnommé la « crise des missiles de Cuba » (Discours télévisé du président Kennedy, blocus, defcon 2, etc. jusqu'au retrait des rampes de missiles).
Après son retour à Londres, Moneypenny doit continuer à jouer le jeu avec Zach. Richard, qui s'avère ne pas être impliqué dans le chantage, se montre et l'aide à faire face au colonel Boris. Hamilton se fait tirer dessus mais survit, la secrétaire apprend alors qu'il ne travaille pas contre elle, mais qu'il est en réalité un espion du même camp qu'elle, et qu'elle ne connaît même pas son véritable nom.
Moneypenny n'a pas obtenu d'informations sur son père de la part de Zach mais elle obtient quelques pistes en rapport avec un certain Derring-Jones, un collègue de son père Hugh. La disparition de celui-ci fait suite à une opération visant à émettre une demande de sauvetage aux Allemands après avoir simulé le crash d'un de leurs avions. Ceci afin de récupérer un livre sur le bateau de sauvetage qui permettrait de déchiffrer les codes ennemis (Voir Opération Sans-Pitié). Cependant deux bateaux sont arrivés et Hugh s'est sacrifié en attirant les Allemands sur l'un des deux bateaux pour permettre à ses collèges de s'enfuir avec l'autre. À la fin du roman, Moneypenny apprend que son père n'est pas mort en 1940 et refuse de croire que Bond est mort au Japon (Voir On ne vit que deux fois).
Il est aussi question de traîtres au sein du Service durant tout le long du roman. On apprend également que Moneypenny a un chien nommé Rafiki et que Bond revoit brièvement Blofeld en Espagne entre Au service secret de Sa Majesté et On ne vit que deux fois.
Personnages :
- Jane Moneypenny
- Kate Westbrook
- James Bond
- Bill Tanner
- M (souvent surnommé OM pour Old Man dans le Service)
- Commandant Derring-Jones
- 006 (Jack Giddings)
- David Zach
- Richard Hamilton

Paru en 2005.

#### Secret Servant
Histoire :
Ce nouvel épisode de The Moneypenny Diaries commence avec une introduction de Kate Westbrook. Elle raconte qu'elle a été congédiée de son travail pour avoir essayé de publier des journaux de sa tante, ce qui est une violation de la loi sur les secrets officiels. Secret Servant traite des journaux de l'année 1963 et des quatre premiers mois de 1964. Cela commence là où le premier roman s'est arrêté : la mort présumée de James Bond après avoir tué Blofeld au Japon (Voir On ne vit que deux fois), la découverte de plusieurs traîtres au sein du MI6 : Guy Burgess, Kim Philby..., et l'hospitalisation de Richard Hamilton, le petit ami de Moneypenny, à la suite des événements avec le colonel Boris. Dans le présent, six ans se sont écoulés entre les deux journaux.
L'histoire suit deux fils principaux : celui de Moneypenny essayant de découvrir le sort de son père, et une enquête en cours pour découvrir une taupe au MI6. À la suite d'un lavage de cerveau des Soviétiques, 007 tente de tuer M. La tentative échoue, et Bond est envoyé vers Francisco Scaramanga, une mission potentiellement mortelle (voir le roman L'Homme au pistolet d'or). Richard Hamilton est quant à lui tué par Boris. Kim Philby, un espion (à la solde du KGB) infiltré au sein du MI6, est parti en URSS, mais il semble qu'il y ait toujours une fuite. M demande à Jane Moneypenny de se lier d'amitié avec la femme de Philby, Eleonor, pour la réconforter et l'empêcher d'aller rejoindre son mari en Union soviétique ; elle ne parvient pas à l'empêcher. Par conséquent, le MI6 imagine plusieurs solution le retour de Kim Philby en Angleterre, comme la possibilités de le kidnapper ou de lui offrir l'asile.
Finalement Moneypenny se rend quelques semaines en URSS sur les ordres de M pour tenter de convaincre Eleanor Philby de sortir du pays. En fin de compte, son mari semble aussi vouloir quittée l'URSS. Cependant, c'est un piège collaboré avec Boris, pour « kidnapper » Moneypenny. Il s'avère que Boris a subi une série d'échecs ces dernières années et que son propre camps semble vouloir se débarrasser de lui ; il espère que Moneypenny l'aide à obtenir l'asile en Grande-Bretagne. À cette fin, il lui montre la tombe de son père.
Bill Tanner apparaît, et délivre Moneypenny des mains Boris avant de le capturer. De retour en Grande-Bretagne, Boris essaie toujours d'obtenir l'asile en prétendant connaître le nom d'une taupe au MI6. Cependant, il fait l'objet d'un échange avec les Soviétiques contre le retour d'un espion britannique, Greville Wynne. Néanmoins avant de partir, Boris livre la vérité à Moneypenny sur son père. Il s’avère que ce dernier a été emprisonné à Colditz pendant la guerre avant qu'il ne s'en évade. Durant sa fuite il est tombé sur des troupes de l'armée soviétique qui l'ont pris pour un espion allemand avant de l'envoyer au siège de SMERSH à Moscou. Hugh Moneypenny parvient à s’évader de nouveau, et trouve refuge chez une famille de paysans près de la frontière finlandaise, où il meurt le 16 août 1945 à la suite d'une pneumonie attrapée à Colditz. Moneypenny est heureuse d'apprendre que son père est mort en homme libre. Le MI6 apprend également que James Bond aurait un fils avec Kissy Suzuki, mais cela ne lui est pas révélé.
Le livre se termine par quelques questions. Kate Westbrook essaye maintenant d'utiliser les journaux de sa tante afin de découvrir qui était la taupe, car elle est convaincue que sa tante était peut-être la seule personne à le savoir. Il y a un soupçon d'une histoire d'amour se construisant entre Moneypenny et Bill Tanner, ainsi que sur un possible assassinat de Jane Moneypenny.
Personnages :
- Kate Westbrook
- Jane Moneypenny
- Bill Tanner
- James Bond
- Richard Hamilton
- Kim Philby
- Eleanor Philby
- Colonel Boris
- Mary Goodnight
- M

Paru en 2006.

#### Final Fling
Histoire :
Cet épisode de The Moneypenny Diaries possède une particularité puisque, contrairement à Guardian Angel et Secret Servant, des chapitres entiers sont consacrés à Kate Westbrook.
L'histoire reprend en 1964 avec Moneypenny qui soupçonne toujours l'existence d'une taupe au sein du SIS. Pendant ce temps, deux hommes s'installent dans l'immeuble des services secrets : le Colonel Christopher Hunter (Deputy Chief) et Percy Warren (Deputy Cabinet Office Secretary), envoyés par le Premier ministre pour endiguer les fuites. Moneypenny est envoyée en remplacement la station J (Jamaïque), où elle se sent mise à l'écart, par ailleurs Bill Tanner semble de plus en plus distant avec elle. Elle renoue avec Mary Goodnight et reste pour son mariage, mais lorsqu'elle apprend que 009, qui avait disparu, est de retour (mais ayant contracté une maladie inconnue), elle retourne à Londres avec Bond, sans en avoir demandé l'autorisation. 009 meurt des suites de sa maladie. Auparavant, 007 avait été  envoyé sur une mission pour mettre la main sur les échantillons d'un virus qu'un certain Dr Marchès envisageait de vendre.
Maintenant à Londres, Moneypenny est affectée comme secrétaire de Hunter puisque, M déclare s’être habituer à sa remplaçante, Miss Comely. 
Les choses se corsent lorsque Hilary Quatermayne, l'ex secrétaire de 009, se confesse, et avoue à Moneypenny qu'elle s'est faite abordée par un homme du nom de Nikolai (Nico), avant de lui évoquer la mission de 009 à Vienne. Moneypenny craint maintenant qu'il pourrait être la taupe, mais lorsqu'elle en informe Dorothy Fields (la personne chargée par M d’enquêter sur les fuites internes), celle-ci lui apprend que 009 était déjà repéré avant son arrivée à Vienne ; la fuite semble décidément venir de quelqu'un de haut-placer au bureau.
Hunter, qui semble vouloir prendre la place de M, congédie Bond du service. Moneypenny tombe sur Nico au parc. Celui-ci lui dit que le KGB essaie de le tuer à cause de ce qu'il sait sur le traite du SIS. Il ne sait pas qui il est vraiment, mais il donne à Moneypenny son nom de code : «Colin». Il se trouve que Colin était aussi le prénom du jeune frère décédé de Bill Tanner, et elle commence à douter de lui. Quelques jours plus tard, Nico meurt du même virus que 009.
Moneypenny n'ayant apparemment plus d'amis dans le service tente de démissionner, mais M n'est pas d'accord et organise un rendez-vous avec lui et Bond. Ils l'informent qu'ils cherchent également la taupe au sein des personnes les plus accrédités du SIS et que le retrait de 007 du service actif, a été conçu pour débusquer le traitre en espérant qu'il soit intéressé par l'achat du virus du Dr Marchès. (007 doit faire croire qu'il a gardé un échantillon lors de sa précédente mission et que maintenant qu'il a été mis à la porte, il compte le vendre au plus offrant). Par ailleurs si M a affecté Moneypenny comme secrétaire de Hunter, c'était dans l’espoir qu'elle y découvre quelque chose ; maintenant M annonce à Moneypenny qu'elle sera affectée au collègue de Hunter, Percy Warren.
Bond et Moneypenny apprennent que Hunter a une relation avec Miss Comely. En 1965, Warren convoque Moneypenny dans son bureau, celle-ci raconte à contrecœur le plan de M sur la recherche de la taupe et celui-ci lui répond qu'elle n'existe pas ; pour lui les fuites ne viennent que de la mauvaise organisation des services secrets et la taupe est le fruit de l’imagination de M devenue paranoïaque. En février M démissionne (il reviendra cependant en fin d'année), et Moneypenny est affectée comme secrétaire de son remplaçant, Sir Jack Gavascon. Bond est réhabilité, Hunter et Waren s'éloignent quant à eux du bâtiment des services secrets.
Pendant ce temps, à l'époque actuelle, Kate Westbrook essaie elle aussi de trouver le traître, ainsi que de découvrir la vraie nature de la noyade de sa tante. Elle va à Outer Hebrides, dans l'ancienne maison de sa tante en Écosse. En interrogeant les habitants du coin elle découvre que le corps d'un autre homme a été retrouvé non loin de sa tante, le jour de sa mort. Après son départ, elle a peur d’être suivie. Elle rencontre Macintyre, du MI6, qui l'avertit à nouveau de ne pas oublier les journaux de sa tante. Il va même jusqu'à lui proposer un poste d'enseignante à Harvard pour l'éloigner du pays. Kate ne mord pas à l'hameçon, et cherche Hunter. Quand elle le rencontre, elle est convaincue qu'il n'était pas la taupe, et il n'ajoute aucune information utile. Se rapprochant de la vérité, Kate va voir Dorothy Fields qui lui révèle que M avait composé un vaste fichier sur la taupe et qu'il aurait pu le confier à Moneypenny peu avant de mourir.
De retour à Outer Hebrides, Kate apprend que « Colin » était sur l'ile peu avant que sa tante ne décède, elle retourne à Londres. Après une poursuite en voiture (on apprendra à la fin du roman que les poursuivants étaient russes), Macintyre donne à Kate le journal septembre/octobre 1990 de sa tante, morte le mort 9 ou 10 octobre de cette même année.
Celui-ci révèle que l'état de santé de M s'était dégradé en 1989 et que les médecins ne lui donnaient plus que quelques jours à vivre. Avant de mourir, M fit venir Miss Moneypenny chez lui et lui dit avoir trouvé l'identité du traitre, mais il mourut avant de pouvoir la révéler à Moneypenny. Après l'enterrement, elle reçut un paquet contenant le dossier de M, et qui désigne clairement Percy Warren comme le traitre du SIS à l'époque. Il est aussi dit que Moneypenny avait trouvé une sorte d'amant dans ses vieux jours. Kate suppose qu'il s'agissait de Randy Macallan, un habitant de l'ile de sa tante qu'elle avait rencontré plusieurs fois durant son enquête.
Moneypenny prit contact avec Percy Warren, et lorsque celui-ci la rencontra chez elle, il admit avoir été la taupe du SIS à l'époque. Elle lui proposa alors de faire de la voile avec elle le lendemain. Il n'est pas exactement dit ce qu'il s'est passé mais Moneypenny et Warren moururent en même temps par noyade dans un « accident » ; elle s'était cependant préparée à mourir et voulait que Warren paye pour ses actes passés.
Dans le présent, Kate reçoit de la part du cabinet d'avocat de sa tante, le dossier que M avait constitué sur la taupe et poursuit son idée de publier les journaux de sa tante. Un début de romance entre elle et Macintyre se constitue et il est fortement sous-entendu à la fin du roman que Randy Macallan pourrait être en réalité James Bond.
Personnages :
- Jane Moneypenny
- Kate Westbrook
- James Bond
- Bill Tanner
- Christopher Hunter
- Percy Warren
- Dorothy Fields
- Mary Goodnight
- Macintyre
- Dr Marchès
- 009
- M

Paru en 2008.

### Nouvelles

#### Moneypenny's First Date With Bond
Publiée dans le numéro du 11 novembre 2006 du Spectator, cette nouvelle raconte la première rencontre entre James Bond et Moneypenny lorsque l'agent vient juste d’être affecté à la section 00. Il l'emmène chez Scott, où ils passent une belle soirée innocente. Moneypenny se méfie de premier abord, mais encore plus lorsqu'elle découvre que Bond a fréquenté d'autres secrétaires ; l'une exactement au même restaurant, où ils ont commandé le même repas. Plus prudente que jamais, Moneypenny semble se servir de son bouclier contre Bond, l'avertissant que son charme ne va le mener nulle par, mais qu'il ne doit pas cesser d'essayer. Il n'y a pas de passage dans le présent dans lequel Kate s'exprime.

#### For Your Eyes Only, James...
Publiée dans le numéro de novembre 2006 de Tatler, cette nouvelle raconte la journée du 20 septembre 1956 entre Bond et Moneypenny à Royale-les-Eaux (Voir Casino Royale). La mission de Bond consiste à tuer un trafiquant d'armes Afghan, ancien "allié" du MI6 et ayant conclu un pacte avec les soviétiques. Moneypenny doit l'aider à lui fournir un alibi. Pour ceci ils passent la nuit ensemble dans le même lit et font croire à l'équipe qui les surveillent qu'ils ont un acte sexuel. Plus tard dans la nuit pendant que Moneypenny lance un enregistrement de leurs voix, Bond sort de la chambre et abat la cible. Le directeur de l’hôtel accompagné d'un des gardes du corps de l'Afghan et de deux gendarmes demande à Moneypenny où est Bond car ils veulent lui parler. Cependant, celui-ci n'est toujours pas rentré. Finalement, il sort des toilettes et les hommes partent.